# 科利塞羅拉山脈
41°24′44″N 2°4′26″E / 41.41222°N 2.07389°E

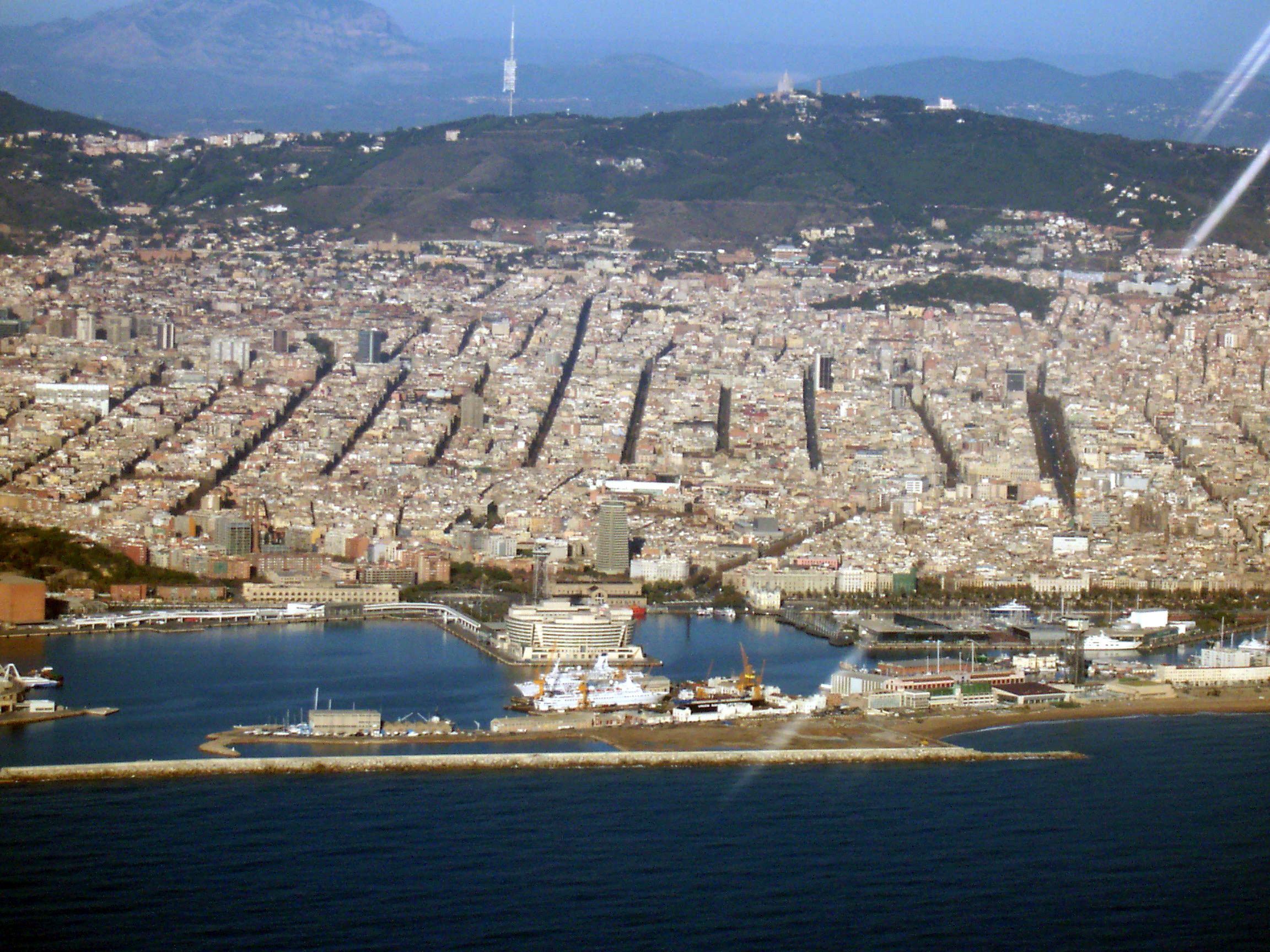

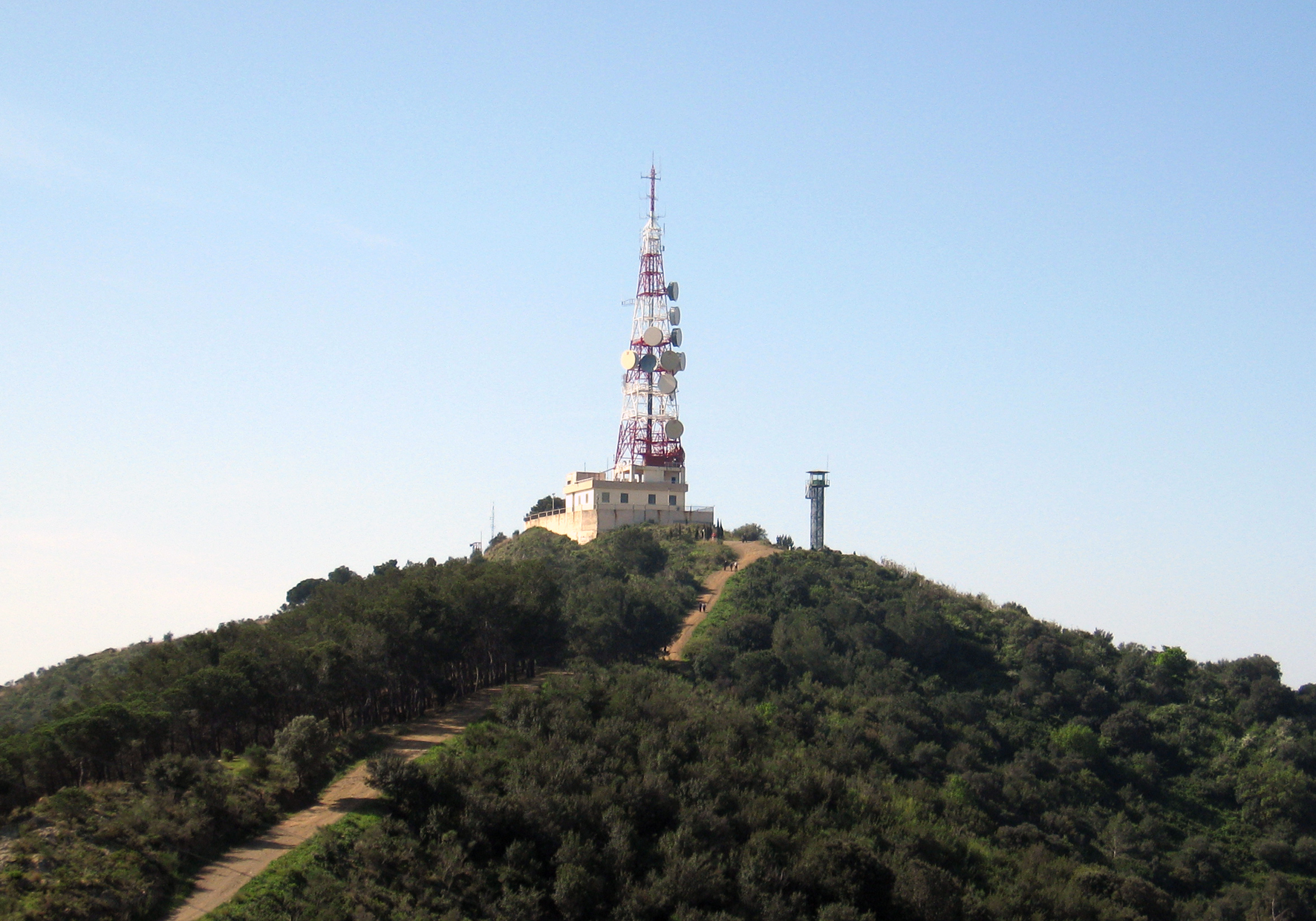

科利塞羅拉山脈(西班牙語: Sierra de Collserola；加泰羅尼亞語：Serra de Collserola)是西班牙的山脈，位於該國東北部加泰羅尼亞，處於貝索斯河和略夫雷加特河之間，屬於加泰羅尼亞海岸山脈的一部分，最高點是海拔高度512米的蒂比達博山。